# Homalomena aeneifolia
Homalomena aeneifolia är en kallaväxtart som beskrevs av Cornelis Rugier Willem Karel van Alderwerelt van Rosenburgh. Homalomena aeneifolia ingår i släktet Homalomena och familjen kallaväxter.
Artens utbredningsområde är Sulawesi. Inga underarter finns listade.